# Bhutanitis lidderdalii
Bhutanitis lidderdalii (denominada popularmente, em inglês, Bhutan glory; na tradução para o português, glória-do-butão) é uma borboleta da região indo-malaia, pertencente à família Papilionidae e subfamília Parnassiinae, encontrada no norte da Índia, Butão, Myanmar, oeste e sudoeste da China e norte da Tailândia. Foi classificada por William Stephen Atkinson, em 1873; assim denominada no texto "Description of a new Genus and Species of Papilionidae from the South-eastern Himalayas" (descrição de um novo gênero e espécie de Papilionidae do sudeste do Himalaia), publicado no Proceedings of the Zoological Society of London (anais da Sociedade Zoológica de Londres). Está listada como espécie pouco preocupante (LC) pela União Internacional para a Conservação da Natureza (IUCN) desde 2019. Suas lagartas se alimentam de diversas plantas do gênero Aristolochia (família Aristolochiaceae).

## Descrição
Esta borboleta possui asas com envergadura máxima de 10.5 a 11 centímetros, sem grande dimorfismo sexual. Vista por cima ela apresenta tom geral enegrecido, com fileiras de linhas claras, onduladas e características, nas asas anteriores e posteriores. O cinza transparente por baixo das asas lhes ajuda a se camuflarem por entre as sombras das árvores. No fim das asas posteriores existem manchas em vermelho, negro e azul, formando ocelos, e uma área em amarelo na margem final das asas; além de apresentar uma série de quatro finas projeções, como caudas, em cada asa posterior.

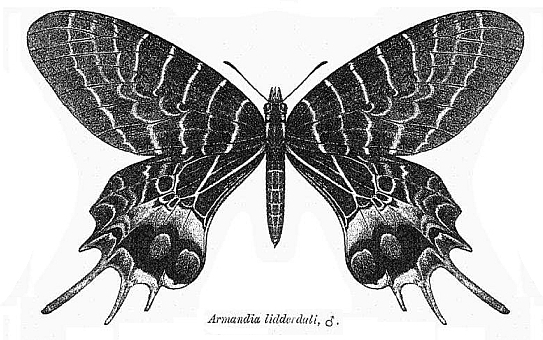
Desenho em branco e preto do macho de B. lidderdalii, por C. T. Bingham, retirado do livro Fauna of British India - Butterflies (Vol. 2) (1907).

## Hábitos
São avistadas visitando flores, das quais se alimentam do néctar. É uma borboleta de montanhas e vales montanhosos, que pode ser encontrada nas proximidades de grandes árvores, dentro de florestas de coníferas, ao redor das quais gosta de passar o tempo; mas também ocorrendo em prados e clareiras. Em repouso, esconde sob as asas anteriores toda a magnificência de suas asas traseiras e se funde com a paisagem. São vistas frequentemente em praias de rios ou em faixas úmidas do solo, onde possam sugar substâncias minerais. Às vezes elas são vistas individualmente, mas é mais frequente avistá-las em um pequeno grupo.

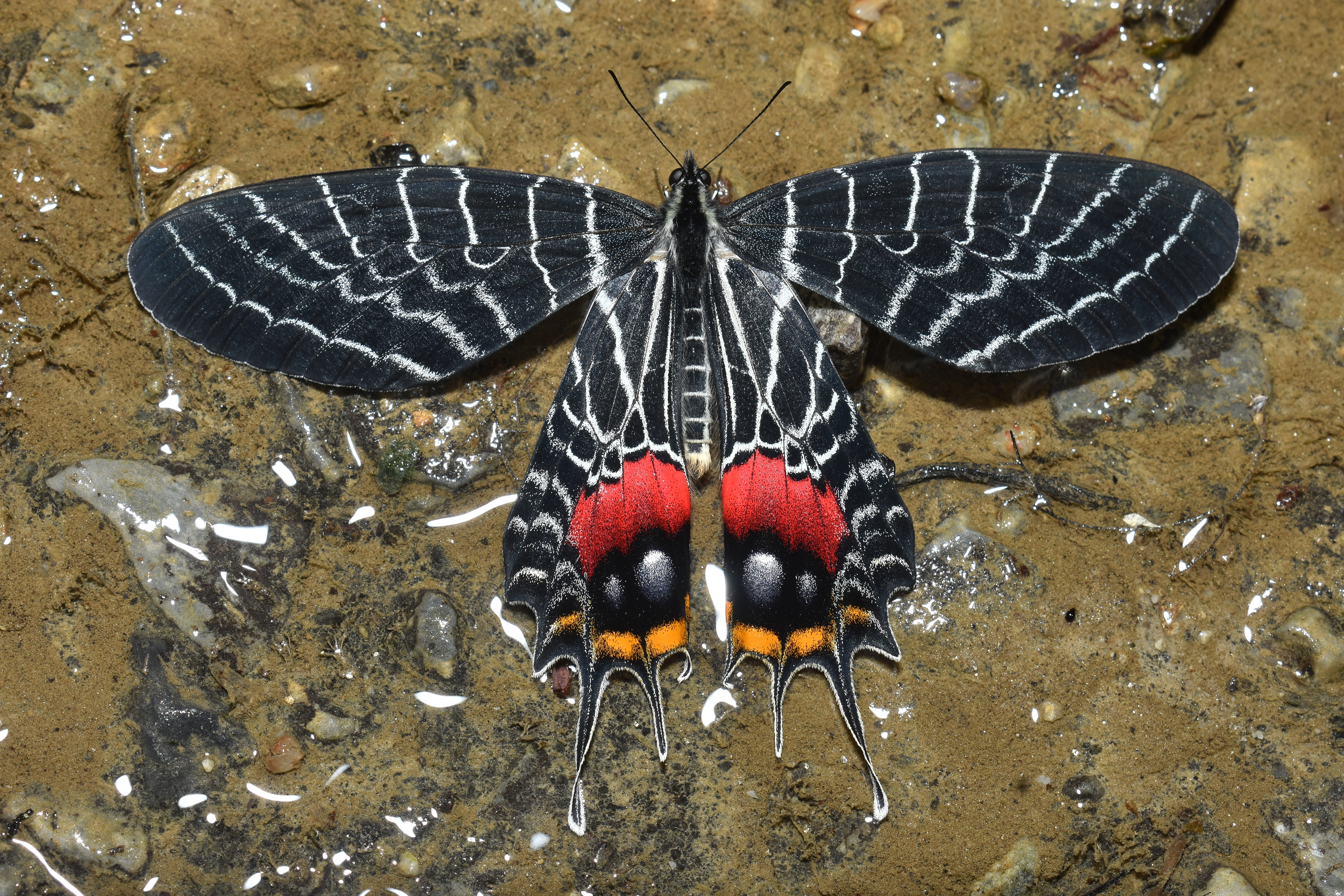
Fotografia de B. lidderdalii sugando as substâncias minerais do solo úmido.

## Planta-alimento
Bhutanitis lidderdalii se alimenta de diversas espécies do gênero Aristolochia, em sua fase larval, como A. griffithii, A. kaempferii, A. mandshuriensis, A. shimadai e A. debilis.

## Subespécies
B. lidderdalii possui quatro subespécies:
- Bhutanitis lidderdalii lidderdalii - Descrita por Atkinson em 1873. Nativa do norte da Índia (Assam, Siquim, Manipur e Nagaland),[11] oeste da China e Butão (localidade tipo: Buxa).
- Bhutanitis lidderdalii spinosa - Descrita por Stichel em 1907. Nativa do noroeste de Yunnan e sudoeste da China (localidade tipo: Sichuan).
- Bhutanitis lidderdalii ocellatomaculata - Descrita por Igarashi em 1979. Nativa do norte da Tailândia (localidade tipo: Chiang Mai).[1][2]

Esta subespécie de borboleta estava confinada a Doi Chiang Dao, província de Chiang Mai, Tailândia. No entanto, agora está extinta devido a um incêndio florestal em grande escala que destruiu seu habitat em 1983, não sendo vista desde então.
- Bhutanitis lidderdalii nobucoae - Descrita por Morita em 1997. Nativa de Myanmar (localidade tipo: Kachin).[1][2]

## Descrição e procedência do primeiro espécime deB. lidderdalii
De acordo com W. S. Atkinson "este refinado inseto foi primeiro descoberto em maio de 1868 perto de Buxa, nos Himalaias do Butão, a uma altitude de 5.000 pés (1.524 metros), pelo Dr. R. Lidderdale, do exército de Bengala. O Dr. Lidderdale obteve dois espécimes frescos na mesma localidade, em 1872, e de um desses me comunicou gentilmente; de onde a descrição anterior e o desenho que a acompanha foram preparados. Estou feliz em associar o nome do Dr. Lidderdale à sua interessante descoberta".

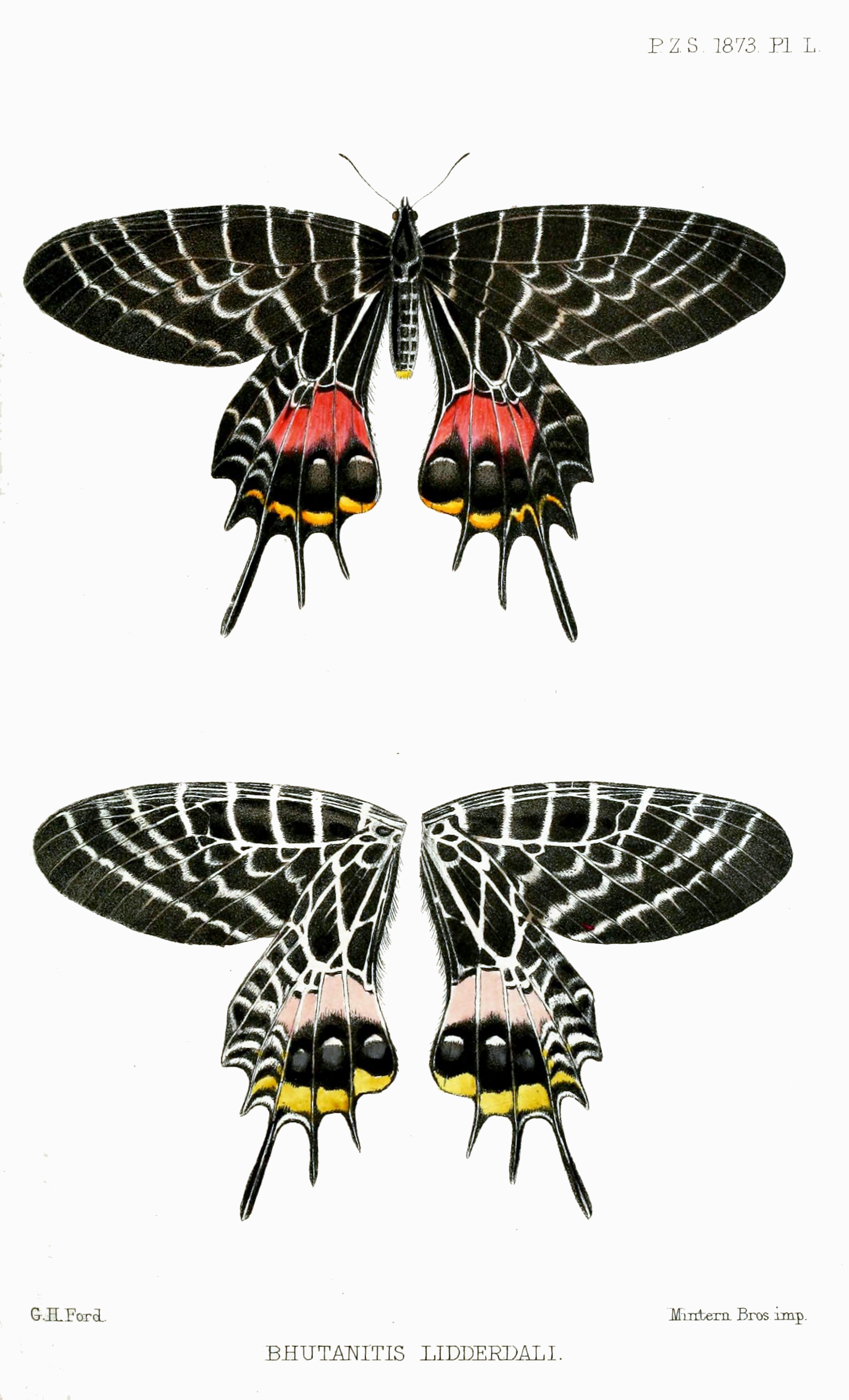
Desenho da borboleta B. lidderdalii (acima, vista superior; abaixo, vista inferior) retirado de sua descrição original por W. S. Atkinson e contido no livro Proceedings of the Zoological Society of London (ano de 1873).

## Diferenciação entre espécies
Uma espécie similar a esta é Bhutanitis ludlowi Gabriel, 1942; porém B. ludlowi difere de B. lidderdalii por suas asas anteriores mais engrossadas, a ausência de tonalidade de um intenso amarelo no final de suas asas posteriores e caudas mais engrossadas; apenas por baixo apresentando uma área de intenso amarelo ao redor dos ocelos.

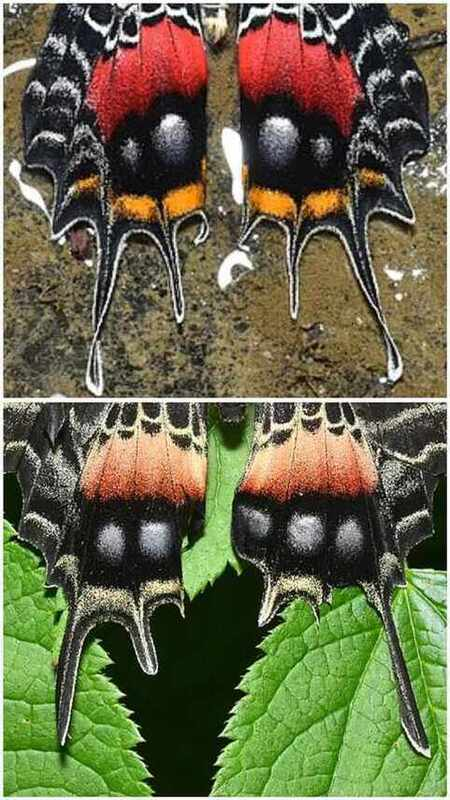
Fotografia comparando as caudas de B. lidderdalii (acima) e Bhutanitis ludlowi.